# Therap-Tilia
Fakultní klinika THERAP TILIA je provozovatel šesti ambulantních fyzioterapeutických a rehabilitačních oddělení na území Prahy, založená počátkem roku 1997. Vedle léčebně preventivní péče v oborech rehabilitace a fyzioterapie, vnitřního lékařství a klinické radiobiologie, představuje také akademické pracoviště. 
Klinika aplikuje nové diagnostické a terapeutické metody i fyzikální terapii. Podílí se na řešení několika vědeckých projektů a výuce posluchačů bakalářského a magisterského studijního oboru Fyzioterapie pro univerzitní pracoviště, zejména pro Fakultu biomedicínského inženýrství Českého vysokého učení technického v Praze se sídlem na Kladně. Podílí se na odborných kurzech v rámci České lékařské společnosti Jana Evangelisty Purkyně ve spolupráci s profesními organizacemi. 
Klinika spolupracuje se zahraničními odbornými organizacemi (např. Mezinárodní akademie pro využití laseru v medicíně a v chirurgii, IALMS), s výrobci lékařské techniky i zahraniřními vysokými školami. Je zapojena v postgraduálním vzdělávání lékařů i fyzioterapeutů.

## Pracovníci
Přednostou kliniky je profesor Leoš Navrátil, dalším jejím představitelem je profesor Ivan Dylevský. Mezi řídící pracovníky patří vedoucí ekonom Vlastimil Martínek, odborná asistentka Jaroslava Kymplová a vedoucí fyzoterapeutka Taťána Reichmannová.